# Serin du Yémen
Crithagra menachensis
Espèce
Statut de conservation UICN

 LC  : Préoccupation mineure
Synonymes
- Serinus menachensis

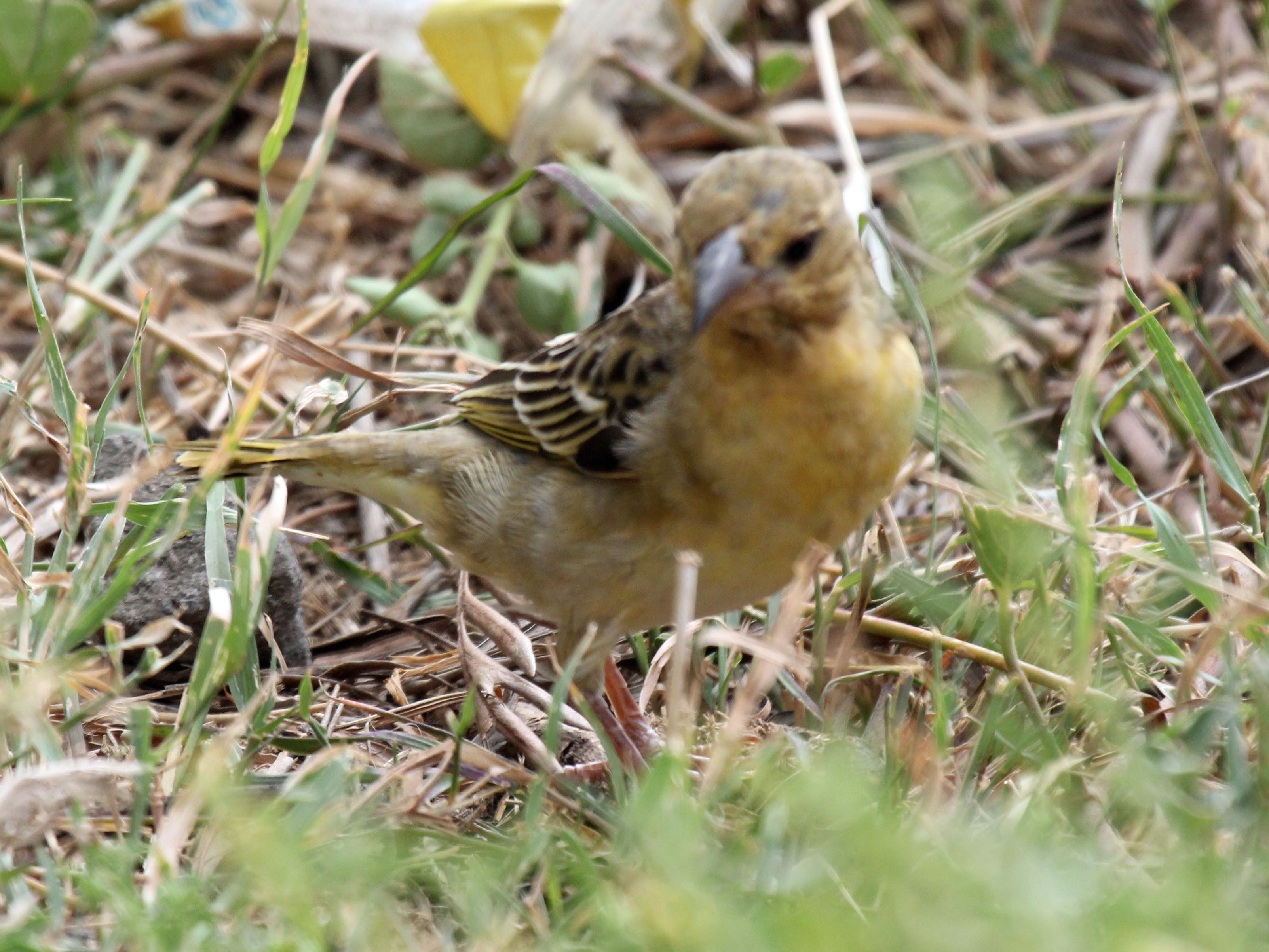
Ploceus

Le Serin du Yémen (Crithagra menachensis) est une espèce de passereaux appartenant à la famille des Fringillidae.

## Distribution
savane du Piémont arabe du sud-ouest (en) (sud d’Assir et Yémen)

## Habitat
Le serin du Yémen est un oiseau typique des régions sèches à végétation éparse en terrain rocheux, comme les plateaux rocailleux, les flancs pierreux des collines et même la proximité immédiate des falaises. Il peut aussi visiter la périphérie des petites villes et des villages et a même été observé au cœur de la ville de Sanaa dans le centre du Yémen (Everett 1987). Les altitudes enregistrées dans le nord du Yémen vont de 2000 à 3200 m mais une volée a été observée sur le sommet de la plus haute montagne d’Arabie, le Djebel an-Nabi Shu’yab, à près de 3700 m (Cornwallis & Porter 1982).

## Alimentation
Des graines de Rumex et de Salvia, de plantes herbacées et de plantes naines ont été répertoriées (Everett 1987).

## Mœurs
Des groupes de serins du Yémen, comptant jusqu’à 30 individus, ont été observés à plusieurs occasions en compagnie de linottes du Yémen. Cette association existait aussi avec des serins d’Arabie mais ces derniers se tenaient en couples ou en très petits groupes (exceptionnellement 12 individus) mais pas en groupes mixtes. Dans la ville de Sanaa, des individus se tenaient souvent sur des bâtiments et sur des toits de maisons, grimpant même, à l’occasion, le long des murs. Sur le toit d’une maison, deux individus venaient régulièrement boire de l’eau s’échappant goutte à goutte d’un robinet. Ailleurs, les serins du Yémen se posent communément sur les rochers (Everett 1987).

## Voix
Il émet un cri en vol, distinctif et musical chi chi chi chi mais possède aussi d’autres émissions vocales à sonorité de sizerin flammé, de linotte mélodieuse, de tarin des aulnes ou même de bergeronnette printanière accompagnées de différents cris chi-chip chwee tseep ou tsee-oo. Un cri de vol sonore twee-chew était lancé sur le site du second nid (décrit plus bas) et traduisait probablement une certaine inquiétude. Des groupes en nourrissage sur le sol maintiennent un contact acoustique permanent par l’émission de notes ténues cheep-cheep (Everett 1987).

## Nidification
De l’expédition au Yémen en 1979, deux données de nidification mentionnant l’utilisation d’anciens nids d’hirondelle isabelline ont été rapportées. Le 11 octobre, un couple nourrissait des oisillons dans un nid situé à 25 m de hauteur, en surplomb, sur la saillie d’une paroi rocheuse tombant à pic. Ils émettaient des cris de mendicité sifflés pouvant être transcrits par cicada-like. Le second nid, découvert le 3 décembre, était également placé sur une saillie de paroi verticale mais de moindre grandeur et à seulement trois mètres du sol sur le flanc escarpé d’une colline. Il était inaccessible mais on voyait d’en bas un amas grossier de tiges d’herbes et de fils de couleur orange. La présence de deux adultes à proximité, en proie à une certaine agitation, suggérait qu’ils attendaient de regagner leur nid mais rien ne permettait d’affirmer s’il y avait des œufs ou des jeunes. L’utilisation d’anciens nids d’hirondelle isabelline n’a pas été rapportée par les auteurs mais l’usage de cavités de rochers est bien connu chez cette espèce (Everett 1987, Ottaviani 2011).